# 다카하시 유리야
다카하시 유리야(일본어: 高橋 勇利也, 1999년 3월 24일~)는 일본의 축구 선수이다.

## 구단 경력
그는 2021년 J2리그의 더스파구사쓰 군마에 입단했다. 2024년후 J3리그에 강등했다.